# Лебршник
Лебршник је планина која се налази сјевероисточно од Гацка. Припада ланцу Динарских планина. Највећим дијелом се налази у Републици Српској у општини Гацко а мањим дијелом у Црној Гори. Највиши врх је Орловац (1.985 мнв). Други по висини врх се налази код Вилине пећине (1.859 мнв). У подножју планине се налази језеро Клиње.